# Yūma Suzuki
Yūma Suzuki (鈴木優磨?, Suzuki Yūma; Chōshi, 26 aprile 1996) è un calciatore giapponese, attaccante dei Kashima Antlers.

## Carriera
Cresciuto nelle giovanili del Kashima Antlers, esordì in prima squadra il 12 settembre 2015. Il 15 luglio 2019, dopo 96 gol e 27 partite nella J-League, si è trasferito al Sint-Truiden.

## Statistiche

### Presenze e reti nei club
Statistiche aggiornate al 7 agosto 2024.
| Stagione               | Club                   | Campionato             | Campionato | Campionato | Coppe nazionali | Coppe nazionali | Coppe nazionali | Coppe continentali | Coppe continentali | Coppe continentali | Supercoppe | Supercoppe | Supercoppe | Totale | Totale |
| Stagione               | Club                   | Comp                   | Pres       | Reti       | Comp            | Pres            | Reti            | Comp               | Pres               | Reti               | Comp       | Pres       | Reti       | Pres   | Reti   |
| ---------------------- | ---------------------- | ---------------------- | ---------- | ---------- | --------------- | --------------- | --------------- | ------------------ | ------------------ | ------------------ | ---------- | ---------- | ---------- | ------ | ------ |
| apr.-set. 2015         | J. League U-22         | J3                     | 9          | 3          | -               | -               | -               | -                  | -                  | -                  | -          | -          | -          | 9      | 3      |
| 2015                   | Kashima Antlers        | J1                     | 7          | 2          | CG+CdL          | 2+1             | 0               | AFC                | 0                  | 0                  | -          | -          | -          | 10     | 2      |
| 2016                   | Kashima Antlers        | J1                     | 31+1       | 8+0        | CG+CdL          | 6+6             | 2+0             | -                  | -                  | -                  | SBC+Cmc    | 1+3        | 0+1        | 48     | 11     |
| 2017                   | Kashima Antlers        | J1                     | 26         | 6          | CG+CdL          | 4+2             | 2+2             | AFC                | 8                  | 4                  | SG         | 1          | 1          | 41     | 15     |
| 2018                   | Kashima Antlers        | J1                     | 32         | 11         | CG+CdL          | 4+2             | 4+0             | AFC                | 14                 | 2                  | Cmc        | 0          | 0          | 52     | 17     |
| 2019-2020              | Sint-Truiden           | D1                     | 24         | 7          | CB              | 1               | 0               | -                  | -                  | -                  | -          | -          | -          | 25     | 7      |
| 2020-2021              | Sint-Truiden           | D1                     | 34         | 17         | CB              | 1               | 0               | -                  | -                  | -                  | -          | -          | -          | 35     | 17     |
| 2021-gen. 2022         | Sint-Truiden           | D1                     | 11         | 2          | CB              | 0               | 0               | -                  | -                  | -                  | -          | -          | -          | 11     | 2      |
| Totale Sint-Truiden    | Totale Sint-Truiden    | Totale Sint-Truiden    | 69         | 26         |                 | 2               | 0               |                    | -                  | -                  |            | -          | -          | 71     | 26     |
| 2022                   | Kashima Antlers        | J1                     | 32         | 7          | CG+CdL          | 4+5             | 2+2             | -                  | -                  | -                  | -          | -          | -          | 41     | 11     |
| 2023                   | Kashima Antlers        | J1                     | 33         | 14         | CG+CdL          | 1+7             | 0               | -                  | -                  | -                  | -          | -          | -          | 41     | 14     |
| 2024                   | Kashima Antlers        | J1                     | 24         | 10         | CG+CdL          | 2+2             | 1+0             | -                  | -                  | -                  | -          | -          | -          | 28     | 11     |
| Totale Kashima Antlers | Totale Kashima Antlers | Totale Kashima Antlers | 186        | 58         |                 | 48              | 15              |                    | 22                 | 6                  |            | 5          | 2          | 261    | 81     |
| Totale carriera        | Totale carriera        | Totale carriera        | 264        | 87         |                 | 50              | 15              |                    | 22                 | 6                  |            | 5          | 2          | 341    | 110    |

## Palmarès

### Club

#### Competizioni nazionali
- Coppa J. League: 1

Kashima Antlers: 2015
- Campionato giapponese: 1

Kashima Antlers: 2016
- Coppa dell'Imperatore: 1

Kashima Antlers: 2016
- Supercoppa del Giappone: 1

Kashima Antlers: 2017

#### Competizioni internazionali
- AFC Champions League: 1

Kashima Antlers: 2018

### Individuale
- Miglior giocatore dell'AFC Champions League: 1

2018